# 下維謝烏鄉
47°43′30″N 24°22′01″E / 47.72500°N 24.36694°E
下維謝烏鄉（羅馬尼亞語：Comuna Vișeu de Jos, Maramureș），是羅馬尼亞的鄉份，位於該國西北部，由馬拉穆列什縣負責管轄，面積56平方公里，海拔高度453米，2007年人口5,509，人口密度每平方公里98人。